# Leonardo Villas-Bôas
Leonardo Vilas-boas (Botucatu, 1918 – São Paulo, 1961) foi um indigenista brasileiro, o mais jovem dos irmãos Villas-Bôas.

## Biografia
Entre 1947 e 1953, Leonardo manteve, publicamente, uma relação ilícita com a índia Pele de Reclusa, da tribo  Kamayurá e esposa do grande xamã e chefe Kutamapù. Como punição, Pele de Reclusa sofreu estupro coletivo e foi banida da tribo. Os irmãos Villas-Bôas também foram afastados dos Kamayurá. 
Arraia de fogo, de José Mauro de Vasconcelos, narra perfeitamente o trabalho e as dificuldades dos irmãos Vilas Boas, ao travar contatos com os índios. O romance tem como personagem principal, não Cláudio ou Orlando. Talvez fosse Leonardo.
Embora pouco citado, Leonardo trabalhou arduamente ao lado de seus irmãos, Cláudio e Orlando. 
Morreu precocemente em 1961, aos 43 anos,  por problemas cardíacos.